# ثيا فوس
ثيا فوس (بالإنجليزية: Thea Foss)‏ هي سيدة أعمال أمريكية، ولدت في 8 يونيو 1857، وتوفيت في 7 يونيو 1927.